# Ньюфаундлендские военнопленные в Первой мировой войне
Ньюфаундлендские военнопленные в Первой мировой войне — солдаты, моряки и лётчики из доминиона Ньюфаундленд (отдельный доминион от Канады), которые были захвачены в плен немецкими войсками во время Первой мировой войны. Их численность составляла от 150 до 200 человек, большинство из которых были из Королевского Ньюфаундлендского полка. Они страдали от жестоких условий и наказаний в немецких лагерях для военнопленных. Ассоциация военного контингента Ньюфаундленда и Красный крест оказывали помощь. От 29 до 37 из них погибли в плену от ран и болезней. После войны они вернулись на родину, где они столкнулись с разочарованием и непониманием со стороны правительства. Их опыт оставил на них глубокие физические и эмоциональные следы.

## Предыстория
Во время Первой мировой войны Ньюфаундленд был доминионом Британской империи и еще не был частью Канады. Как только Великобритания объявила войну Германии в августе 1914 года, Ньюфаундленд, как и Канада, автоматически оказался в состоянии войны. Жители Ньюфаундленда испытали большой патриотизм, и многие стали массово вступать в армию. Из общей численности населения около 240 000 человек более 12 000 ньюфаундлендцев присоединились во время войны.

## Захват ньюфаундленцев в плен
Общая численность ньюфаундлендских военнопленных варьируется от 150 до 200. Однако, в начале войны и до мая 1917 года было всего три военнопленных из Ньюфаундленда: один матрос Эдвард Самсон, и два солдата, рядовые Питер Баррон и Томас Кумбс. Впоследствии их число постепенно увеличивалось. Большая часть военнопленных были из Королевского Ньюфаундлендского полка, взятых в плен в битва при Аррасе у Монши-ле-Пре 14 апреля 1917 года и позже. Их численность составляла около 182 человека.
Помимо солдат, иногда немцы брали в плен моряков Ньюфаундлендского торгового флота и их отправляли в Германию, используя для этого рейдеров, которые топили их суда в Атлантике. 28 июня 1918 года немецкая подводная лодка SM U-151 захватила британское парусное судно SS Dictator, взяв в плен его экипаж. Среди них были четверо мужчин из Ньюфаундленда: Томас Фиандер, Эдгар Банфилд, Чарльз Благдон и Томас Боуридж. Также два ньюфаундлендца из британских военно-воздушных сил стали военнопленными: Дж. В. Блэколл и Л. А. Иденс. Иденс умер в лагере для военнопленных в марте 1918 года. Военнопленные в социальном плане представляли собой шахтеров и лесорубов, рабочих и рыбаков из городов и деревень из всего доминиона.
Многие матери надеялись, что их сыновья, пропавшие без вести, являются военнопленными, и писали письма чиновникам, но правительство как правило отвечало им, что их сыновья скорее всего были убиты. Некоторые матери продолжали верить в то, что их сыновья живы и вернутся домой после окончания войны.

## Условия содержания
Условия и наказания для военнопленных были экстремальными: голод, наказание и изоляция были нормой. Что еще хуже, Германия страдала от дефицита, вызванного блокадой союзников и суровой зимой. Основные продукты питания исчезли, наряду с элементарными медицинскими принадлежностями, такими как бинты и мыло. Один из военнопленных, рядовой Джозеф Харрис, вспоминал: «Работа была настолько тяжелой и трудной, что многие заключенные наносили себе раны, чтобы освободиться от дневного труда…». Некоторые добывали 12 тонн камня в день в каменоломнях, в то время как другие трудились с 4 утра до 11 вечера на фермах. Военнопленные часто страдали от физических проблем и эмоциональных травм на протяжении всей жизни (в том числе испытывали и «болезнь колючей проволоки»).
Чтобы позаботиться об интересах Ньюфаундленда за рубежом, в сентябре 1915 года была создана в Лондоне Ассоциации военного контингента Ньюфаундленда, состоящей из ведущих британских граждан, связанных с Ньюфаундлендом. Эта ассоциация собирала средства в Англии для покрытия своих операций и имела «задачу заботиться о солдатах Ньюфаундленда, больных или раненых, или находящихся в отпуске, в любой части Британских островов, а также о военнопленных Ньюфаундленда во вражеских странах». Однако ассоциация испытывала большие трудности с обслуживанием военнопленных, хоть она и пыталась отследить каждого из военнослужащих Ньюфаундлендского полка, которые были взяты в плен во время войны. Как только заключенный был найден, ассоциация направляла ему посылки с продуктами питания от различных организаций по оказанию помощи. Единственный контакт, разрешенный немецкими правилами, осуществлялся через официально санкционированные учреждения, такие как Красный Крест и Общество британских и иностранных моряков. На Ассоциацию военного контингента могла быть возложена только административная функция в отношении военнопленных.
Заключенным каждые две недели отправлялись посылки, предусмотренные международным соглашением, с ними обменивались письмами и почтовыми открытками, и делалось всё возможное, чтобы облегчить их участь. Всего погибло в немецких лагерях от 29 до 37, большинство от ран и болезней. Согласно данным, приведенным сенатором Элизабет Маршалл, в неволе скончались 38 человек.

## Дальнейший опыт
Письма, написанные военнопленными в течение 1920-х и 30-х годов, показывают глубокое разочарование в стране, которая либо не могла позволить себе выплатить им справедливую компенсацию за их интернирование, либо не до конца понимала цену, которую они заплатили.
Рядовой Мэтью Тейлор писал о своем опыте военнопленного в качестве сельскохозяйственного рабочего: «Во время моего плена я был в хорошем здоровье и весил 150 фунтов, а когда я вернулся на Ньюфаундленд… всего 100 фунтов со всей моей тяжелой одеждой на мне… Моя профессия — рыбак по ловле трески…когда я промокал и замерзал, раны разбухали и я не мог работать так же, как мои товарищи по судну». Тейлор получал пенсию в размере 25 долларов всего три месяца.